# 拓撲量子場論
拓扑量子场论（又称拓扑场论，简称TQFT）是一类计算拓扑不变量的量子场论。其共同特征是某些相关函数不依赖于背景时空流形的度量。
虽然拓扑量子场论由物理学家发明，但是在数学上也具有重要意义，与纽结理论、代数拓扑中的4-流形、代数几何中的模空间等分支均有联系。西蒙·唐纳森、沃恩·琼斯、爱德华·威滕和马克西姆·孔采维奇都因对拓扑场论方面的研究而获得菲尔兹奖。
20世纪70年代，阿尔伯特·施瓦茨就研究过一种拓扑量子场论（陳-西蒙斯理論）。80年代末，在迈克尔·阿蒂亚启发下，研究了三个拓扑量子场论：一个由超对称杨-米尔斯场论扭变得到，用以将西蒙·唐纳森不变量和弗勒尔瞬子同调解释为量子物理对象；第二个是非阿贝尔的陳-西蒙斯理論，用以将琼斯多项式及其衍生物解释为量子物理对象；第三个由超对称 Σ 模型扭变得到，用以将格罗莫夫的赝全纯曲线和弗勒尔的拉格朗日同调解释为量子物理对象。1994年威滕应用弦论学家得到的强弱对偶结果将唐纳森不变量等价为更易计算的塞伯格-威滕不变量。进入21世纪，威滕等人又研究了具有更多超对称的杨-米尔斯场论的扭变，并将数学中的几何郎兰兹对偶解释为量子场论中的强弱对偶。威滕等人进一步发现，Σ模型、陈-塞蒙斯场论、以及超对称杨-米尔斯场论之间有千丝万缕的联系，它们都可以包含在弦论或者M-理论中，在这个大框架之下，琼斯多项式的范畴化——霍万诺夫同调被解释为量子物理对象。
在凝聚体物理学中，拓扑量子场论是拓扑有序态的低能有效理论，例如分数量子霍尔态、弦网凝聚态及其他强关联液态自旋量子。

## 综述
在拓扑量子场论中，相关函数并不取决于时空的度量。这意味着理论对时空形状的改变不敏感：时空弯曲或收缩时，相关函数并不因此改变。因此，它们是拓扑不变量。
在粒子物理学中常用的、平坦的閔可夫斯基時空中，拓扑场论并不十分有趣。这是由于闵可夫斯基空间可以被收缩成一点，所以其中的TQFT只计算出平凡的拓扑不变量。因此，TQFT通常在黎曼曲面等弯曲的时空上研究。大多数已知的拓扑场论定义在5维的弯曲时空中。更高维度的拓扑场论似乎存在，但人们未能清楚理解这些理论。
量子引力被相信是背景独立的（在費曼路徑積分要積掉所有光滑同胚下不等價的度量這個意義上），而TQFT恰好能提供背景独立的量子场论的例子。这一特性促进了现行的对此类模型的理论探索。
（注意：常有说法指出TQFT只有有限多的自由度。这并不是TQFT的一个基本性质，而是恰好在物理学家考虑的大多数例子中成立，但不是一个必要条件。目标空间为无限维射影空间的拓扑σ-模型——若此模型能被成功定义——将拥有可数无穷多个自由度。）

## 具体模型
已知的拓扑场论可分为两个大类：施瓦茨类TQFT与威滕类TQFT。后者有时被称为上同调场论。

### 施瓦茨类TQFT/陳-西蒙斯
在施瓦茨类TQFT中，系统的相关函数或配分函数可由度量独立的作用量泛函的路径积分计算出来。例如，在BF模型中，时空为二维流形 M，可观察量由2-形式 F、辅助标量 B以及它们的导数所构造得到。作用量（决定了路径积分）为
{\displaystyle S=\int _{M}BF\,}
时空度量在理论任何地方都没有出现，因此这个理论显然是拓扑不变的。第一个TQFT的例子于1977年由A. Schwarz给出，它的作用量泛函是
{\displaystyle \int _{M}A\wedge dA.}
另一个较为著名的例子是陳-西蒙斯理論，可用于计算纽结不变量。一般而言配分函数取决于度量，但以上两例得证为度量独立。

### 威滕类TQFT
第一个威滕类TQFT的例子出现于威滕1988年的论文(Witten 1988a)中，即4维的拓扑杨–米尔斯理论。虽然其中的作用量泛函包含时空度量 gαβ，但是在拓扑扭曲之后，理论变为度量独立。而系统应力-能量张量 Tαβ 对度量的独立性则取决于BRST-算子是否闭合。遵循着威滕的例子，人们在拓扑弦论中找到了大量其它的例子。

## 数学表述

### 最初的阿蒂亚—西格尔公理
受格雷姆·西格尔所提出的共形場論的公理和威滕的超对称的几何意义的想法(Witten 1982)的启示，阿蒂亚提出了一套拓扑量子场论的公理(Atiyah 1988a)。阿蒂亚的公理建立于以可微变换（或以拓扑变换/连续变换）粘合边界，类比于西格尔公理中所使用的共形变换。这套公理对于施瓦茨类TQFT的数学处理相对有用，但其如何体现威滕类TQFT的全部结构却不清楚。公理的基本思路是将TQFT视为从某个特定配边的范畴到向量空间的范畴的一个函子。
有两套不同的公理都可被称作阿蒂亚公理。它们的区别基本在于所研究的TQFT是定义在某个单一固定的n 维黎曼/洛仑兹时空M 中，或者是同时定义在所有n 维时空中。
设Λ为带单位元的交换环（出于现实考虑，我们几乎只研究Λ = Z、R或 C）。对于定义在基环Λ上的d 维TQFT，阿蒂亚最初提议的公理如下：
- 对每个已定向闭合光滑d 维流形Σ，赋予一个有限生成的Λ-模Z(Σ)（对应于同倫 公理），
- 对每个带边界的已定向光滑(d+1)维流形M，赋予一个元素Z(M) ∈ Z(∂M)（对应于可加性 公理）。

这些数据需满足如下公理（其中公理4和5为阿蒂亚添加的）：
1. Z 满足关于Σ与M 的保向微分同胚的函子性。
2. Z 是对合 的，即Z(Σ*) = Z(Σ)*，其中Σ*为Σ取相反定向，而Z(Σ)* 代表Z(Σ)的对偶模。
3. Z 是可乘的。
4. Z(φ) = Λ 当φ是d 维空流形，以及Z(φ) = 1 当φ是(d+1)维空流形。
5. Z(M*) = Z(M)（埃尔米特 公理）。等价地，Z(M*)是Z(M)的伴随。

注意．如果对闭合流形 M 我们视Z(M)为一个数值不变量，那么对带边流形我们应视Z(M) ∈ Z(∂M)为“相对”不变量。设f : Σ × I → Σ × I为保向微分同胚，然后通过f 粘合Σ × I 的两端。这样我们得到流形Σf，而公理蕴涵了
{\displaystyle Z(\Sigma _{f})={\text{Trace}}\ \Sigma (f)}
这里Σ(f)指Z(Σ)上的诱导自同构。
注意． 若M 是一个边界为Σ的带边流形，我们总能构造其“双倍”、闭合流形{\displaystyle M\cup _{\Sigma }M^{*}}。第五条公理表明
{\displaystyle Z(M\cup _{\Sigma }M^{*})=|Z(M)|^{2}}
其中等式右边我们计算由（可能是未定的）埃尔米特度量中的范数。

### 与物理的联系
物理上，公理(2)和(4)与相对论不变性有关，而公理(3)和(5)则说明理论的量子本质。
Σ意指物理空间（在标准物理中通常取d = 3），而Σ × I 中的额外维度是“虚构”的时间。空间Z(Σ) 是量子理论的希尔伯特空间，而带有哈密顿算符H 的物理理论将具有时间演化算子eitH 或“虚构时间”算子e−tH。拓扑 量子场论的主要特色是H = 0，这一特征蕴涵了圆柱Σ × I 上并无实动态或传播。然而，非平凡的“传播”（或称穿隧振幅）却可以通过中介流形{\displaystyle \partial M=\Sigma _{0}^{*}\cup \Sigma _{1}}从Σ0传到Σ1；这反映出M 的拓扑性质。
若∂M = Σ，那么希尔伯特空间Z(Σ)中特别的向量Z(M)可被看作又M 定义的真空态。对于闭合流形M 数值Z(M)即真空期望值。类比于统计力学，它又称为配分函数。
理论中哈密顿算符为零的原因可通过费曼对量子场论的路徑積分表述合理地解释。它整合了相对论不变性（适用于一般(d+1)维“时空”），且理论在形式上可由适当的拉格朗日量——该理论中经典场的泛函——定义。若拉格朗日量形式上只涉及时间上的一阶导数，它将导出零哈密顿算符，但拉格朗日量本身可以拥有非平凡的特性，将其与流形M 联系起来。

### 阿蒂亚的例子
1988年，阿蒂亚发表论文，描述了许多当年学界考虑到TQFT的新例子。(Atiyah 1988)论文讨论了一些新的拓扑不变量和新思想，包括卡森不变量、唐纳森不变量、格罗莫夫理论、弗洛尔同调和琼斯多项式。

#### d= 0
在这种情况下，Σ由有限多个点组成。对每个单点我们赋予一个向量空间V = Z (point)，并对每n 个点赋予n 重张量积V ⊗n = V ⊗ ... ⊗ V。对称群Sn 作用在V ⊗n 上。得到量子希尔伯特空间的标准方法是先给出一个经典辛流形（或称为相空間），然后将其量子化。我们将Sn 扩张成紧致李群G，并考虑“可积”轨道，其辛结构由线丛得到，这样量子化就给出了G 在V 上的不可约表示。这是博雷尔—韦伊定理或博雷尔—韦伊—博特定理的物理诠释。这些理论的拉格朗日量为经典作用量（即线丛的和乐）。从而，d = 0 情况下的拓扑量子场论自然地与经典的李群和对称群的表示论联系起来。

### 固定时空的情况
设BordM 为如下范畴：态射M 的n 维子流形、对象为这些子流形的边界的连通单元。若两个态射经由M 的子流形同伦等价，那么我们视它们为等价态射，并由此得到商范畴hBordM：hBordM 的对象为BordM 的对象，而hBordM 的态射为BordM 中态射的等价类。M 上的TQFT是一个从hBordM 到向量空间的范畴的对称幺半函子。
注意到若两个配边的边界吻合，它们可以被“缝合”而生成一个新的配边。这是配边范畴里的运算。由于函子需要保留运算，这要求缝合的配边对应的线性映射等于每个配边所对应的线性映射的合成。
2维TQFT的范畴与交换弗罗贝尼乌斯代数的范畴等价。

### 同时考虑所有n维时空

一个pair of pants是一个(1+1)维协边，对应2维TQFT里的一个积或上积。

要同时考虑所有时空，我们必须将hBordM 替换成一个更大的范畴。因此设Bordn 为协边的范畴：态射为n 维带边流形，对象为n 维流形的边界的连通单元。（注意到所有(n−1)维流形都可以是Bordn 的对象。）与上节相仿，若两态射同伦等价，则视其为等价态射，并得到商范畴 hBordn 。Bordn 是一个幺半范畴，其运算为将两个协边映射到它们的不交并。那么，n 维流形上的TQFT就是一个从hBordn 到向量空间的范畴的函子，并将协边的不交并映到张量积。
例如，对于(1+1)维协边（1维流形之间的2维协边），pair of pants所对应的映射给出了积或上积，取决于边界单元的分组满足交换律或上交换律，而圆盘所对应的映射给出了上单位元（迹）或单位元（标量），同样取决于边界的分组。因此，(1+1)维TQFT对应于弗罗贝尼乌斯代数。
此外，我们同时考虑由以上的协边联系的四维、三维及二维流形，可以得到大量重要的实例。

### 后续发展
拓扑量子场论对塞伯格—威滕规范场论、拓扑弦理论、纽结理论和量子理论的关联、和量子纽结不变量等有诸多应用。此外，它为数学和物理都提供了非常有趣的研究对象。最近，TQFT中的非局部算子成为重要的研究方向(Gukov & Kapustin (2013))。如果弦理论被视作根本理论，那么非局部TQFT则是为局部弦理论提供一个简化计算的逼近的非物理的模型。

## 参阅
- 陳-西蒙斯理論
- 张量范畴
- 量子拓扑学（英语：量子拓扑学）
- 拓扑缺陷
- 物理中的拓扑熵（英语：物理中的拓扑熵）
- 拓扑有序（英语：拓扑有序）
- 拓扑量子数（英语：拓扑量子数）
- 拓扑弦论
- 算术拓扑
- 配边假设（英语：配边假设）